# Escala Hoehn e Yahr
A escala de Hoehn e Yahr é uma classificação clínica amplamente usada, que define categorias amplas de função motora na doença de Parkinson (DP).usado para descrever como os sintomas da doença de Parkinson progridem. Foi publicada originalmente em 1967 por Margaret Hoehn e Melvin Yahr, no periódico Neurology. Sua versão original incluía os estágios 1 a 5. Ela captura padrões típicos de comprometimento motor progressivo que podem ser aplicados independentemente de os pacientes estarem ou não recebendo terapia dopaminérgica.
Posteriormente, uma escala de Hoehn e Yahr modificada foi proposta com a adição dos estágios 1,5 e 2,5 para ajudar a descrever o curso intermediário da doença. IFoi demonstrado que a discriminação do estágio HY pode ser automatizada, mesmo com pacientes que não conseguem se sustentar.
| Estágio | Escala Hoehn e Yahr                                                                                         | Escala Hoehn e Yahr modificada                                                            |
| ------- | --- | ----------------------------------------------------------------------------------------- |
| 1       | Envolvimento unilateral apenas, geralmente com incapacidade funcional mínima ou nenhuma                     | Envolvimento unilateral apenas                                                            |
| 1.5     | - | Envolvimento unilateral e axial                                                           |
| 2       | Envolvimento bilateral ou da linha média sem comprometimento do equilíbrio                                  | Envolvimento bilateral sem comprometimento do equilíbrio                                  |
| 2,5     | - | Doença bilateral leve com recuperação no teste de tração                                  |
| 3       | Doença bilateral: deficiência leve a moderada com reflexos posturais prejudicados; fisicamente independente | Doença bilateral leve a moderada; alguma instabilidade postural; fisicamente independente |
| 4       | Doença gravemente incapacitante; ainda capaz de andar ou ficar de pé sem ajuda                              | Deficiência grave; ainda capaz de andar ou ficar de pé sem ajuda                          |
| 5       | Confinamento à cama ou cadeira de rodas, a menos que haja ajuda                                             | Preso em cadeira de rodas ou acamado, a menos que tenha ajuda                             |

A escala é um subconjunto da Escala Unificada de Avaliação da Doença de Parkinson, especificamente a UPDRS V, permitindo uma avaliação mais detalhada das atividades diárias e dos sintomas não motores no contexto da terapia da doença.

## Tempo entre estágios
Um estudo de 2010 com 695 pacientes (idade média: 65,2, sexo masculino: 57,3%) descobriu que o tempo médio necessário para transitar pelos estágios H&Y segue o fluxo apresentado abaixo: 
| Estágio | Tempo médio de trânsito (meses) |
| ------- | ------------------------------- |
| 1       | -                               |
| 2       | 20                              |
| 2,5     | 62                              |
| 3       | 25                              |
| 4       | 24                              |
| 5       | 26                              |